# Melchiorre Luise
Andrea Antonio Melchiorre Luise (Napoli, 21 dicembre 1896 – Milano, 22 novembre 1967) è stato un basso italiano.

## Biografia
Nato da Gioachino Luise, negoziante, e da Maria Michela Calvino, fu allievo di Fernando De Lucia. Debuttò come baritono nel 1925 nel ruolo di Rigoletto. Nel 1936 debuttò nel registro di basso come Don Bartolo ne Il barbiere di Siviglia al San Carlo di Napoli, iniziando una nuova carriera che lo portò a esibirsi in tutti i principali teatri italiani (La Scala, Teatro dell'Opera di Roma, Firenze, Venezia, Arena di Verona, oltre che regolarmente a Napoli) e anche all'estero (Londra, Monaco, Amsterdam), divenendo uno dei principali bassi buffi degli anni quaranta e cinquanta.
Dal 1947 al 1950 fu attivo al Teatro Metropolitan di New York: Manon, Tosca (Sagrestano), Madama Butterfly (Bonzo), La bohème (Benoit/Alcindoro), Il barbiere di Siviglia, Gianni Schicchi (Spinelloccio). Nel 1951 rientrò alla Scala, apparendovi regolarmente fino al 57; in particolare nel 56 fu Don Bartolo nella edizione de Il barbiere di siviglia rossiniano diretta da Carlo Maria Giulini, accanto a Maria Callas e Tito Gobbi.
I ruoli abbracciarono un vasto repertorio, sia da protagonista che in parti di fianco: Don Pasquale, Dulcamara, Don Bartolo, Geronte, Yamadori, il Sacrestano, Maestro Spinelloccio, Benoit/Alcindoro e moltissimi altri.
È sepolto al Cimitero Maggiore di Milano.

## Discografia

### Incisioni in studio
- Madama Butterfly (Bonzo) - Steber, Madeira, Tucker, Valdengo, Luise, dir. Rudolf - 1949 Columbia-Philips
- La bohème (Benoit/Alcindoro) - Tebaldi, Prandelli, Inghilleri, Gueden, Arié, Luise, Corena, dir. Erede - 1950 Decca
- Madama Butterfly (Yamadori) - Tebaldi, Campora, Inghilleri, Rankin, Luise, De Palma, dir. Erede - 1951 Decca
- Don Pasquale - Luise, Colombo, Aimaro, Oncina, dir. Quadri - 1952 Westminster
- Il barbiere di Siviglia - Bechi, De los Ángeles, Monti, Luise, Rossi-Lemeni, dir. Serafin - 1952 HMV
- L'elisir d'amore - Carosio, Monti, Luise, Gobbi, dir. Santini - 1952 HMV
- Tosca (Sagrestano) - Callas, Di Stefano, Gobbi, Calabrese, Luise, dir. De Sabata - 1953 Columbia/EMI
- La bohème (Benoit) - Stella, Poggi, Rizzoli, Capecchi, Modesti, Luise, Mazzini, dir. Molinari-Pradelli - 1957 Columbia-Philips

### Registrazioni dal vivo
- Gianni Schicchi - Tajo, Albanese, Di Stefano, Luise, Elmo, dir. Antonicelli - Met 1949 ed. GOP
- I quatro rusteghi - Elmo, Carteri, Ligabue, Valletti, Rossi-Lemeni, Luise, dir. Votto - La Scala 1954 ed. Cetra
- Il barbiere di Siviglia - Gobbi, Callas, Alva, Luise, Rossi-Lemeni, dir. Giulini - La Scala 1956 ed. Cetra/Myto
- La forza del destino (Melitone) - Tebaldi, Di Stefano, Guelfi, Neri, Luise, Barbieri, dir. Santini - Firenze 1956 ed. Paragon/Myto